# One Of A Kind (宇都宮隆の曲)
「One Of A Kind」（ワン・オブ・ア・カインド）は、宇都宮隆の17作目のシングル。2012年9月8日にキングレコードからライブ会場限定でリリースされた。

## 解説
「CROSS」以来1年ぶりとなるシングル作品で、前作に引き続きキングレコードからのリリース。
本作は2012年に開催したコンサートツアー『Takashi Utsunomiya Solo 20th Anniversary Tour 2012 20miles』のライブ会場限定販売商品としてリリースされた。その後、ネットなどの一般販売は行われなかったが、各配信サイトでのダウンロード配信はされている。
CDは新録2曲のみで構成、付属のDVDにはアルバム『TRILOGY』から「インディゴの彼方」のミュージック・ビデオと、東海ラジオのレギュラー番組「宇都宮隆の20miles」の収録風景が収録されている。
ちなみにコンサートツアー『Takashi Utsunomiya Solo 20th Anniversary Tour 2012 20miles』が開催される3日前の9月5日には同レーベルからアルバム『TRILOGY』が発売されているが、本曲は収録されていない。
宇都宮隆のソロ名義によるCDシングルは、現時点では本作が最後である。

## 収録曲
| 全編曲: nishi-ken。 |                                 |                        |                        |      |
| #                   | タイトル                        | 作詞                   | 作曲                   | 時間 |
| 1.                  | 「One Of A Kind」               | 小室みつ子             | nishi-ken              | 5:01 |
| 2.                  | 「Tweet Sweet -In Production-」 | Timesmile Tour Members | Timesmile Tour Members | 4:04 |
| 合計時間:           | 合計時間:                       | 合計時間:              | 合計時間:              | 9:05 |

| #  | タイトル                                                                                              | 作詞     | 作曲      | 編曲      |
| -- | --- | -------- | --------- | --------- |
| 1. | 「インディゴの彼方」(MV)                                                                              | 田中花乃 | nishi-ken | nishi-ken |
| 2. | 「レギュラーラジオ「宇都宮隆の20miles (東海ラジオ)」 (レギュラーアシスタント: 小松未可子)」(特典映像) |          |           |           |